# ادموند فانینگ
ادموند فانینگ (انگلیسی: Edmund Fanning؛ ۲۴ آوریل ۱۷۳۹ – ۲۸ فوریهٔ ۱۸۱۸) نظامی و سیاست‌مدار اهل پادشاهی متحد بریتانیای کبیر و ایرلند بود.